# Fly Lappeenranta
Fly Lappeenranta Ltd är ett finskt företag, som påbörjade regelbunden flygtrafik mellan Villmanstrand och Helsingfors. Denna trafik påbörjades i slutet av januari 2008.
Fly Lappeenranta är det enda kommunala reguljärflygbolaget i Finland. Villmanstrands stad äger majoriteten av bolaget.
Fly Lappeenranta är inte längre ett egentligt flygbolag. Från och med januari 2009 har det skotska flygbolaget Highland Airways skött alla bolagets flygningar. Flygningarna opereras med Jetstream-turbopropmotorplan med 19 platser. 
Före detta skötte det tjeckiska bolaget Central Connect Airlines (CCA) Fly Lappeenrantas flygningar, men operatorn byttes p.g.a. minskat passagerarantal.
År 2008 flög ungefär 20 000 passagerare med Fly Lappeenranta. 
Vardagar flyger bolaget tre flygningar till Villmanstrand och tillbaka.